# Radio FM
La radio FM exploitant la gamme dite « bande FM » est inventée en 1933 par Edwin Armstrong, exploitant un procédé de radiodiffusion de programmes radiophoniques en modulation de fréquence MF ou plus communément FM « Fréquence Modulée » pour Frequency Modulation dans la gamme des très hautes fréquences VHF, Very High Frequency, bande II.
Destinée à la fois à la réception individuelle et à la réception communautaire. Dans la plupart des pays, la bande 87,5 à 108 MHz ou VHF – bande II est exploitée. Du fait de son utilisation par des stations retransmettant en modulation de fréquence, cette bande est souvent appelée « bande FM » dans le grand public.

## Terminologie
Bien que très répandue, l'appellation « bande FM », est incorrecte d'un point de vue scientifique et en fait un abus de langage, car la radiodiffusion en modulation de fréquence peut être réalisée dans n’importe quelle bande de fréquences.  On pourrait correctement parler de la « bande de fréquences allouée aux stations de radio diffusant leurs programmes à destination du public en FM », mais ce serait trop lourd dans un contexte usuel[réf. nécessaire].
Les pays germanophones utilisent régulièrement le terme « UKW » pour Ultrakurzwellen, c'est-à-dire « ondes ultra-courtes », ce qui est un équivalent du terme « très haute fréquence ». De même, les Suédois parlent de « UKV » pour ultrakortvåg. Ces dénominations sont scientifiquement correctes[réf. nécessaire].
Si les termes « bande FM » sont incorrects et le sigle « UKW » est considéré comme correct, il conviendrait d'employer OUC pour « ondes ultra-courtes » en français,paramètre1[source insuffisante].

## Bandes de diffusion
La grande majorité des pays utilisent la bande 87,5 – 108 MHz pour la radiodiffusion FM. À l'origine, cette gamme de fréquences est souvent plus restreinte ; elle a été étendue progressivement. Ainsi, en France, elle s'étendait au départ sur 12,5 MHz, de 87,5 à 100 MHz. Elle est passée ensuite à 87,5 – 104 MHz, puis à 87,5 - 106 MHz et enfin de nos jours, de 87,5 à 108 MHz, soit une largeur de 20,5 MHz. Les fréquences 87,5 MHz et 108 MHz ne sont pas attribuées par le Conseil supérieur de l’audiovisuel (CSA), car aucun code RDS ne leur sont alloués. Ainsi en France les fréquences FM sont comprises entre 87,6 MHz à 107,9 MHz. Les canaux utilisés sont en général des multiples de 100 kHz, bien que certains pays utilisent d'autres organisations (par exemple, en Italie les canaux peuvent être des multiples de 50 kHz). De plus, certains pays n'utilisent que les multiples pairs ou impairs de 100 kHz. Cette dernière organisation prévaut au Canada et aux États-Unis, les stations étant des multiples impairs de 100 kHz.
Certains pays utilisent d'autres fréquences VHF en remplacement ou en complément de la bande 87,5 – 108 MHz :
- en Europe de l'Est et dans des pays de l’ancienne URSS, ainsi qu’en Mongolie la bande 65 – 74 MHz est également utilisée, avec des stations tous les 30 kHz. Cette bande, parfois appelée bande OIRT, est en cours d'abandon dans de nombreux pays[Lesquels ?]. Dans ces pays[Lesquels ?], la bande 87,5 – 108 MHz est appelée bande CCIR ;
- le Japon utilise la bande 76 – 95 MHz (90 MHz avant 2013).

Aux États-Unis, la Commission fédérale des communications (FCC) étudie actuellement[Quand ?] la possibilité d'ouvrir à la radiodiffusion le segment 76 MHz – 88 MHz.

### Autres protocoles utilisant les mêmes fréquences
La première version du protocole G.fast va spécifier des bandes de fréquence pouvant aller jusqu'à 106 MHz, avec des profils pouvant aller jusqu'à 212 MHz prévus pour les futurs amendements relatifs aux évolutions[Quoi ?]. Ces fréquences maximales étaient limitées à 8,5 ; 17,664 ou 30 MHz sur des profils VDSL2, ce qui ne risquait pas de créer de conflit avec la bande FM. Le spectre de fréquence du G.fast se superpose à celui de la bande FM qui couvre les fréquences comprises entre 87,5 et 108 MHz, mais il se superpose aussi avec divers services de radio gouvernementaux et militaires. Pour limiter les interférences avec ces services radio, la recommandation de l'ITU-T G.9700 spécifie un ensemble de moyens pour contenir la Densité spectrale de puissance du signal transmis au travers du protocole G.fast; la norme G.9701, (également connu sous le nom de  G.fast-phy) est la spécification de la couche physique du protocole G.fast.

## Historique

### Les débuts de la radio FM
Le 5 janvier 1940, une démonstration de la radio FM devant la FCC (Commission fédérale des communications américaine) fut réalisée pour la première fois. 
Le 1er mars 1945, W47NV commença à émettre à Nashville (Tennessee), devenant la première station de radio FM.

### La stéréo
Au départ, la technique de radiodiffusion utilisée consistait simplement à moduler en fréquence la porteuse par un signal audio monophonique d'une largeur de 15 kHz.
À la fin des années 1950, de nombreux systèmes de transmission en stéréo ont été testés dans le monde.
Ainsi, en France des émissions régulières de la RTF ont commencé en 1958 : une émission en stéréo était réalisée par l'utilisation de deux émetteurs, un pour le canal gauche, un pour le canal droit, chacun possédant sa propre fréquence. De même, des expérimentations ont consisté à associer l'émetteur de son de la télévision (sans transmission d'image) avec un émetteur de radio FM. Un autre système expérimenté en France, et surnommé « Le bidule », consistait à transmettre l'une des deux voies à l'aide d'une sous-porteuse à 70 kHz modulée en amplitude. Cependant, les critiques lui ont reproché de ne transmettre qu'une seule voie aux récepteurs monophoniques.
Aux États-Unis, la FCC a étudié plusieurs systèmes, qui se devaient de rester compatibles avec le parc existant de récepteurs monophoniques. 14 propositions ont été reçues, notamment de Crosby, Halstead, Electrical and Musical Industries, Ltd (EMI), Zenith Electronics Corporation et General Electric. Ces systèmes ont été évalués lors d'essais sur le terrain à Uniontown, portant sur la réception des émissions de KDKA-FM effectuées depuis Pittsburgh. Le système Halstead a été rejeté en raison d'une absence de séparation de la stéréo dans les hautes fréquences et d'une réduction du rapport signal sur bruit du signal mono. Le système Crosby, classé deuxième, a finalement été rejeté car la FCC a estimé qu'il dégradait le rapport signal sur bruit de l'émission monophonique, et se comportait mal en cas de trajets multiples. De plus il employait une sous-modulation (de type FM) à bande large, ce qui rendait délicate l'utilisation de sous-porteuses pour des services supplémentaires, un procédé largement exploité en Amérique du Nord et connu sous le nom de SCA. Les systèmes General Electric et Zenith, si proches qu'ils étaient théoriquement équivalents, ont été formellement approuvés par la FCC en avril 1961 en tant que méthode standard de radiodiffusion FM stéréo aux États-Unis. Comme « Le bidule », cette méthode repose sur l'utilisation d'une sous-porteuse modulée en amplitude, mais elle permet de transmettre les deux voies aux récepteurs monophoniques, assurant donc une meilleure compatibilité ascendante. Les premières émissions en stéréo ont eu lieu le 1er juin 1961. Elles ont été réalisées par WGHM (Schenectady, État de New York), appartenant à General Electric, et WEFM (Chicago, Illinois), appartenant à Zenith.
Par la suite, le système GE-Zenith a été adopté en Europe (1963) et dans la plupart des pays.

### Extensions
En Amérique du Nord, des sous-porteuses sont fréquemment utilisées pour transmettre des signaux audios supplémentaires, soit à usage interne des stations, soit sous forme de service commercial. Par exemple, il existe des services de diffusion audio : lecture de livres à destination des aveugles, diffusion de musique d'ambiance, etc. D'autres services transmettent des données numériques : radiomessagerie, transmission de cours de bourse, transmission de numéros de cartes bancaires volées à destination des magasins, etc. On parle de Subsidiary Communication Authorization (SCA) aux États-Unis, et de Subsidiary Communications Multiplex Operation (SCMO) au Canada.
Aux États-Unis ont eu lieu des essais de transmission quadriphonique, utilisant une extension du système stéréophonique GE-Zenith.
Au début des années 1970, le système ARI (Autofahrer-Rundfunk-Informationssystem) est mis en place en Allemagne. Il permet de signaler la diffusion d'informations routières.
L'idée de base d'ARI (l'aide aux automobilistes) donne naissance dans les années 1980 au RDS dans l'Europe entière. Outre la signalisation des informations routières, le RDS permet de diffuser le nom de la station, des fréquences alternatives pour l'écoute sans interruption en voiture, le type de programmes, des signaux horaires, des textes, etc. Le succès est massif en Europe. Dans les années 1990, la norme RDS est reprise aux États-Unis sous le nom RBDS (avec des modifications mineures). Pour le grand public, le nom « RDS » y est généralement utilisé.
Le RDS a été conçu au départ pour être compatible avec ARI. Cependant, la diffusion d'ARI a été définitivement arrêtée en 2006.
Au Japon existe un système de transmission de données comparable au RDS, le Data Radio Channel (DARC). Il a été introduit de façon limitée en Europe et aux États-Unis. En Amérique du Nord, Microsoft a commercialisé entre 2004 et le 1er janvier 2012 un service de transmission de données comparable au RDS, à plus haut débit cependant, appelé DirectBand / MSN Direct.
Aux États-Unis, une version numérique des stations peut être diffusée sur une sous-porteuse des stations analogiques en FM. Cette approche est dite in-band on-channel. Le système de la société iBiquity, commercialisé sous le nom HD Radio, est actuellement autorisé. Si à terme les récepteurs numériques étaient largement répandus, les signaux analogiques pourraient être supprimés, et ainsi la bande FM basculerait en diffusion numérique. En Europe, l'approche de la radio numérique est différente : de nouvelles bandes sont allouées à la diffusion uniquement en numérique.

## Modulation utilisée

Spectre d'une émission de radiodiffusion FM, avec stéréophonie et RDS.

La radiodiffusion FM consiste à moduler en fréquence une porteuse par un signal en bande de base. Au départ, ce signal en bande de base était simplement un signal audio monophonique. Cependant, avec l'adjonction de la stéréophonie et d'autres services, ce signal est désormais un signal multiplexe qui dérive du standard GE-Zenith choisi par la FCC en 1961. Ce signal multiplexe en bande de base est décrit ci-après.
Les émissions peuvent être en monophonie ou en stéréophonie. Toutefois, certaines stations n’émettent qu’en mono. Dans tous les cas, un signal monophonique est émis sans modulation de 30 Hz à 15 kHz.
Dans les émissions en stéréo, ce signal monophonique représente en réalité la somme des deux canaux stéréo gauche et droite, soit G + D. De cette façon, un récepteur monophonique dispose bien de l'ensemble des sons émis. Cependant, en stéréo on transmet en plus la différence des voies (G – D) en modulant une sous-porteuse à 38 kHz. Il s'agit d'une modulation d'amplitude à porteuse supprimée. La suppression de la porteuse permet d'améliorer le rapport signal sur bruit. Un signal supplémentaire de référence « pilote » à 19 kHz (inaudible et de faible amplitude) sert à restituer facilement cette sous-porteuse lors de la réception, afin d'effectuer correctement la démodulation. Cela facilite en outre la reconnaissance automatique des émissions stéréophoniques par les récepteurs compatibles. Le récepteur peut passer en mode stéréo ou mono selon la qualité de réception du signal. Pour obtenir sélectivement les voies gauche ou droite, le récepteur stéréophonique effectue la somme ou la différence des deux signaux « G + D » et « G – D », grâce à une matrice, dispositif électronique permettant d'additionner et de soustraire deux signaux simultanément. La technologie à amplificateurs opérationnels, en sommateur et différentiel permet d'obtenir facilement ce matriçage. Le résultat (2 G ou 2 D) se trouve ainsi renforcé.
Les informations du Radio data system (RDS) sont transmises sous forme numérique, via une sous-porteuse à 57 kHz (verrouillée en phase ou en quadrature sur le troisième harmonique du signal pilote). La sous-porteuse à 57 kHz est modulée par déplacement de phase (2-PSK) par un flux de données numériques à 1 187,5 bit/s. Elle est supprimée.
Donc par exemple, avec une radio émettant en stéréo et utilisant le RDS, le résultat sera :
- le signal « G + D » de 30 Hz à 15 000 Hz sans modulation ;
- le signal pilote de 19 000 Hz ;
- le signal « G – D » de 23 000 Hz à 53 000 Hz (modulation d'amplitude à deux bandes latérales, autour de la sous-porteuse supprimée à 38 000 Hz) ;
- le signal RDS (deux bandes latérales autour de la sous-porteuse à 57 000 Hz, supprimée).

## En France
En France, la radio FM est utilisée depuis 1954. Elle est originellement réservée à des structures dépendantes de Radio France. Des radios dites « pirates », émettant sans autorisation de l'État, ouvrent la voie à la libéralisation de ces médias. Les caractéristiques techniques du réseau français créent un décalage dans l'évolution du procédé d'émission par rapport aux pays comparables.

### Historique
Les débuts de l'utilisation de la bande FM en France remontent à 1954 avec un émetteur expérimental installé rue de Grenelle à Paris. La bande FM se trouve alors sous monopole d'État comme l'ensemble du média radio depuis l'ordonnance de 23 mars 1945. La RTF lance le 28 mars 1954 des programmes expérimentaux en modulation de fréquence, mais la couverture complète du territoire national est seulement achevée au milieu des années 1960. 16 émetteurs FM sont ainsi recensés en 1961, 109 en 1965 et 196 en 1971.
Le 27 mars 1960, le programme France IV disposant depuis 1954 d'une version spéciale pour être diffusée en FM est baptisée : « France IV - Haute Fidélité ». Le 8 décembre 1963, les stations de la RTF sont rebaptisées après un référendum auprès des auditeurs : « France Inter », « France Culture » et « France Musique ».
Le 5 janvier 1971, Radio France lance à Paris une station musicale nommée France Inter Paris qui devient FIP et sera reprise dans quelques grandes villes de province (Lille, Lyon, Marseille, Strasbourg, Bordeaux, Toulouse, Nantes St-Nazaire, Nancy, Metz…). Le 2 juin 1980, Radio France lance Radio 7 à destination du jeune public francilien, puis teste la même année trois formats de stations locales publiques : urbaine avec Melun FM, départementale avec Radio Mayenne dirigée par l'animateur Daniel Hamelin de France Inter, et régionale avec Fréquence Nord dans le Nord-Pas de Calais. Parallèlement, à destination du public du troisième âge, Radio France lance au niveau national Radio Bleue sur les puissants émetteurs ondes moyennes relayant auparavant France Culture. Depuis, ce réseau reprend France Info pour les régions hors de portée des relais FM, à l'exception de l'émetteur de Paris (864 kHz) qui, équipé en stéréo expérimentale C-QUAM, relaie la station parisienne de France Bleu.
À partir des années 1970, quelques groupes de jeunes passionnés de radio commencent à émettre localement sur la FM, principalement au profit des opposants aux projets de centrales nucléaires (Radio Verte Fessenheim en Alsace, Radio Libre 44 à Nantes) ou des syndicats de secteurs industriels en déclin (Lorraine cœur d'acier à Longwy, Radio-Quinquin dans le Nord), d'où leurs surnoms à l'époque de « radio pirate ». Le 13 mai 1977, Radio Verte émet sur Paris et annonce le lancement de dizaines de radios FM un peu partout en France. Le défi fait grand bruit, les stations se multiplient et l’état multiplie saisies et brouillage. Considéré par le Premier ministre Raymond Barre comme « un germe puissant d’anarchie » les radios libres de la FM peinent à exister. L’élection de François Mitterrand en 1981 marque un changement véritable puisqu’il soutient les initiatives des radios libres, ayant lui-même soutenu et s'étant exprimé sur la radio Canal 75, proche du Parti socialiste, pendant la campagne présidentielle.
Après avoir hésité face à l’opposition de la presse écrite, les socialistes entament une timide libéralisation de la FM, avec une limitation de la puissance, et l'interdiction de revenus publicitaires. Bientôt ces contraintes cèdent au profit des stations les plus puissantes et les mieux organisées, NRJ, Skyrock, RFM… Très vite, NRJ s'impose comme radio leader sur Paris et sa région grâce à un émetteur placé au plus haut-point de la capitale à Télégraphe. Les animateurs de cette station ayant vécu ses débuts, sont Jacky Gallois, Philippe Buradino, Jean-Marc Laurent, Mitsou, Gilles Matta. Les radios concurrentes entre 1982 et 1984 sont RFM, 95.2, Radio Carbone 14. Les radios libres deviennent des radios locales privées. Par la suite, la loi Léotard de 1986 réforme le statut des radios privées en abandonnant la notion de zone géographique au profit de celle de seuil de population maximale desservie par une station. C'est l'ouverture aux réseaux privés nationaux qui se multiplient aux dépens des radios locales de province, progressivement rachetées pour constituer des relais des stations parisiennes.
À partir du début des années 1990, un réseau de radios autoroutières est déployé sur 107,7 MHz. Sur cette fréquence unique sont présentes des stations différentes proposées par les sociétés d'autoroute. Ce réseau bénéficie des expériences réussies d'isofréquence (émetteurs synchronisés sur une fréquence unique).
Dans les années 2000, le spectre de la bande FM est proche de la saturation en de nombreux endroits, dont Paris. Des inégalités se ressentent dans le nombre de fréquences accordées aux catégories de radio et aux groupes : ces inégalités proviennent des conditions historiques de développement (premiers arrivés premiers servis, rachats de radios locales par des groupes, etc.).
En 2006, le CSA, en concertation avec les opérateurs (éditeurs de programmes et leurs diffuseurs) étudie plusieurs scénarios d'optimisation visant à améliorer la couverture des programmes actuels et permettre l'introduction de nouvelles fréquences. Les principes d'optimisation s'appuient principalement sur un rapprochement (géographique et en fréquence) des stations FM diffusant un même programme. L'optimisation est réalisée région par région. Elle est effectuée par le CSA en concertation avec les opérateurs et permet l'introduction de 15 à 20 % de nouvelles fréquences, tout en réglant une série d'incohérences techniques héritées du passé. La mise en place des nouveaux plans de fréquences est réalisée à l'occasion de « NEVA » (nuit bleue radiophonique), dont le calendrier est fixé par le CSA.
En 2017, il y a précisément 945 radios FM en France.

### Technique
Un même programme radio peut exister sur différentes fréquences ou canaux. Le système RDS permet à chaque station de diffuser sous forme numérique les fréquences alternatives des émetteurs situés en bordure de la zone de service et/ou présentant une grande probabilité d'être reçues.
Depuis 2006, le système FMNET permet la supervision et le contrôle technique du réseau FM français. Le dispositif offre, outre des services professionnels, l'accès libre à la base de données des stations de radio FM en France ainsi que la vision, sur Google Earth de l'implantation des émetteurs.

### Législation
La diffusion de programme radiophonique sur la bande FM (87.5 - 107.9 MHz) en France est régulée par l'Arcom (ex CSA), qui délivre une autorisation à une entité juridique (telle une association loi de 1901 ou une société privée) d'exploiter une fréquence dans des conditions précises comprenant le lieu de diffusion, la puissance apparente rayonnée maximale, l'altitude du site, la hauteur des antennes, le diagramme de rayonnement, etc. L'autorisation de diffusion n'excède pas 5 ans. Elle est typiquement renouvelée automatiquement deux fois.
Le contenu du programme diffusé comporte lui-aussi des contraintes, telles qu'une proportion de 40% de chansons d'expression française (langue française ou langue régionale), ou l'identification du programme par un jingle.

## Abandon progressif
La Norvège est le premier pays à abandonner définitivement le 13 décembre 2017 l'utilisation de la bande FM au profit de la radio numérique terrestre, désormais captée sur 99,5 % du territoire,. La Suisse arrête ses émetteurs au 31 décembre 2024. Le 25 octobre 2023, le Conseil fédéral a décidé de prolonger de deux ans les concessions de radiocommunication FM arrivant à échéance en 2024. Au printemps 2023, le numérique atteignait 81%, alors que la FM avait chuté à 19%. 
Cependant, la radio FM a encore des débouchés technologiques. Le 11 janvier 2018, Samsung annonçait l'activation de la réception FM sur ses nouveaux mobiles vendus en Amérique du Nord.